# 就活自殺
就活自殺（しゅうかつじさつ）とは就職活動に失敗したことなどによることから生きる気力を失い自殺すること。

## 日本
近年は就活自殺をする10代から20代の若者が大学生を中心として増加しており、警視庁の発表では2011年の人数は約150人であり、これは2007年の約2.5倍である。
森岡孝二によると、就活自殺の背景として現在の企業側は正社員の人数を減らすために、採用は優秀な少数に絞られていることから非正規雇用の新卒の人数が増大し、日本での社会的評価では非正規雇用は将来が無い劣った人という見方がされていることをあげている。また採用されたとしても現在の企業では正社員は何人分もの過酷な労働が強いられ、そこから精神疾患や過労死となるものが多く存在する。そして失業給付や生活保護が受けにくいなど生活保障がないことから失業する自由さえないことが学生を追い詰めているとしている。
ただし、日本では2010年代後半の数年間は景気の緩やかな回復と人手不足の深刻化もあり、大学生の就職内定率が数期連続で上昇するなど雇用環境には変化が見られた。しかし、2019年に始まったコロナ禍によって、リーマン・ショックを超える不景気となり、就職内定率が大幅に悪化した。

### 参考
- 朝日新聞2010年10月27日参照
- 毎日新聞2013年3月5日朝刊参照